# Montà
Montà o Montà d'Alba (La Montà in piemontese) è un comune italiano di 4 681 abitanti della provincia di Cuneo in Piemonte; fa parte della delimitazione geografica del Roero. È il secondo comune situato più a nord della provincia cuneese, dopo Ceresole d'Alba.

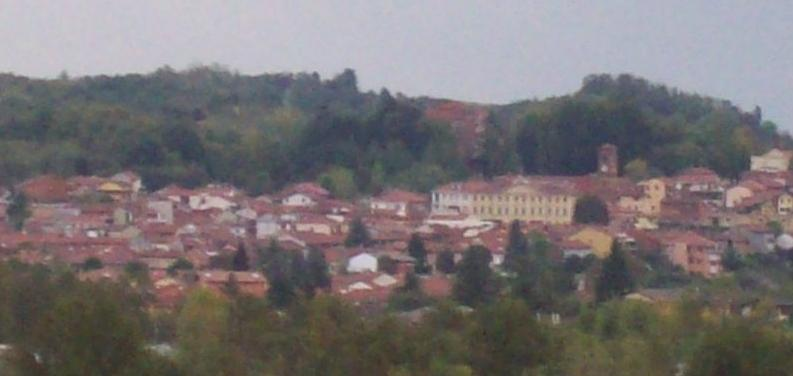
Panorama di Montà

## Storia
Il primo nucleo risale intorno all'anno 1000 nella parte alta del paese, mentre la restante parte del centro storico risale al 1200.
All'epoca il territorio del comune comprendeva altri villaggi come Turriglie (l'attuale San Vito)
Desaja, ai confini di Santo Stefano Roero Morinaldo, verso Canale e Tuerdo, sotto Ghioni.
Con la sconfitta dei conti di Biadrate nel 1254, questi centri vennero distrutti. Gli abitanti si trasferirono e intorno al castello costruirono nuovi nuclei separati e chiusi. Successivamente fu eretta la torre civica e la chiesa sul bricco di San Michele.
Col passare dei secoli si occuparono gli ampi spazi fra i nuclei portando così all'attuale centro storico.
Il nome si fa risalire alla salita al castello, particolarmente disagevole e chiamata perciò Montata Fangi ("salita del fango").

### Simboli
Lo stemma e il gonfalone sono stati concessi con decreto del presidente della Repubblica del 28 gennaio 1975.
Lo stemma è d'argento, con una lettera M maiuscola d'azzurro. Il gonfalone è un drappo di azzurro.

## Monumenti e luoghi d'interesse

### Il castello

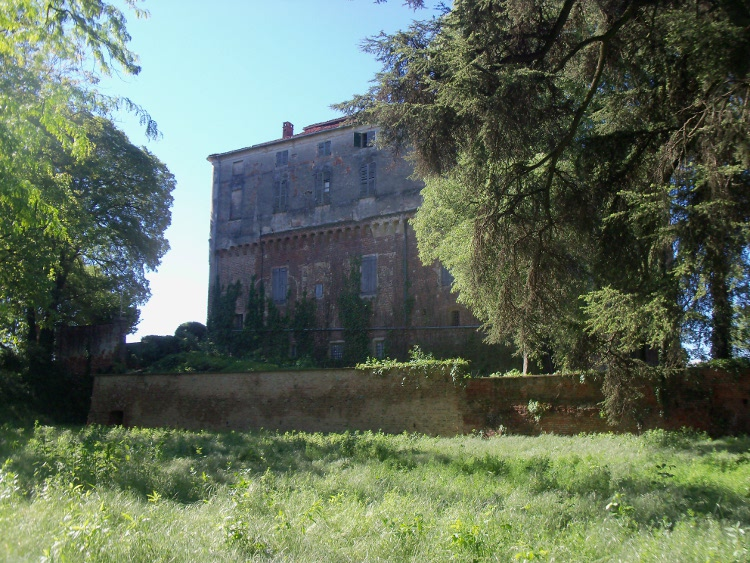
Il castello di Montà

Il castello si trova nella parte più alta del paese.
Fu costruito nel 1263 dai Roero e fu completamente rifatto dagli Isnardi. Nel 1544 castello fu saccheggiato dalle truppe del Vasto e nel
1691 da 5000 francesi che ne incendiarono una parte.
Il castello ha una sua torre all'interno sono ancora presenti gli affreschi e le prigioni.
Oggi il castello è di proprietà privata.

### Santuario dei Piloni
Poco fuori dell'abitato di Montà, in direzione di Santo Stefano Roero si trova il Santuario dei Piloni la cui denominazione deriva dalla presenza nei pressi del santuario di tredici cappelle ("piloni") ornate da statue in gesso che si snodano nei boschi componendo una "Via Crucis", sino ad arrivare alla cappella del Santo Sepolcro nel punto più elevato dell'altura, secondo un disegno artistico e paesaggistico riconducibile alla tipologia dei Sacri Monti.
Sorge sui resti di un luogo di culto di origine romana dedicato al culto della dea Diana, da qui il nome della valle sottostante Valdiana.

## Società

### Evoluzione demografica
Abitanti censiti

### Etnie e minoranze straniere
Secondo i dati Istat al 31 dicembre 2017, i cittadini stranieri residenti a Montà sono 532, così suddivisi per nazionalità, elencando per le presenze più significative:
1. Romania, 254
2. Albania, 163
3. Marocco, 73

## Cultura

### Eventi e manifestazioni
- Festa 'd Magg: la prima domenica di Maggio
- Roero Wine Not: l'ultimo week-end di Maggio. Un evento interamente dedicato al vino, con particolare attenzione al Roero Arneis DOCG e al Roero DOCG. Curato dall'associazione turistica Pro Loco di Montà.
- Porté Disné l'ultima domenica di Maggio: È una passeggiata enogastronomica, di circa 8 km, che parte da Montà ed arriva a Canale.[10]
- Festa di inizio estate a fine giugno: si svolge in frazione San Rocco e dura 4 giorni, dal venerdì al lunedì. Nella festa, c'è l'apertura dello stand enogastronomico gestito dai volontari del borgo con le serate in musica.
- Festa della Madonna del Carmine il terzo week end di luglio: si svolge in frazione San Vito e dura 4 giorni, dal venerdì al lunedì. Nella festa, c'è l'apertura dello stand enogastronomico gestito dai volontari del borgo, il luna park, lo spettacolo pirotecnico e un'associazione organizza i concerti per le 4 serate.
- Concerto per Bruno in estate: è un evento musicale dedicato a Bruno Calorio che si svolge in Piazza della Vecchia Parrocchia Carlo Cocito, cui è intitolato un premio letterario annuale

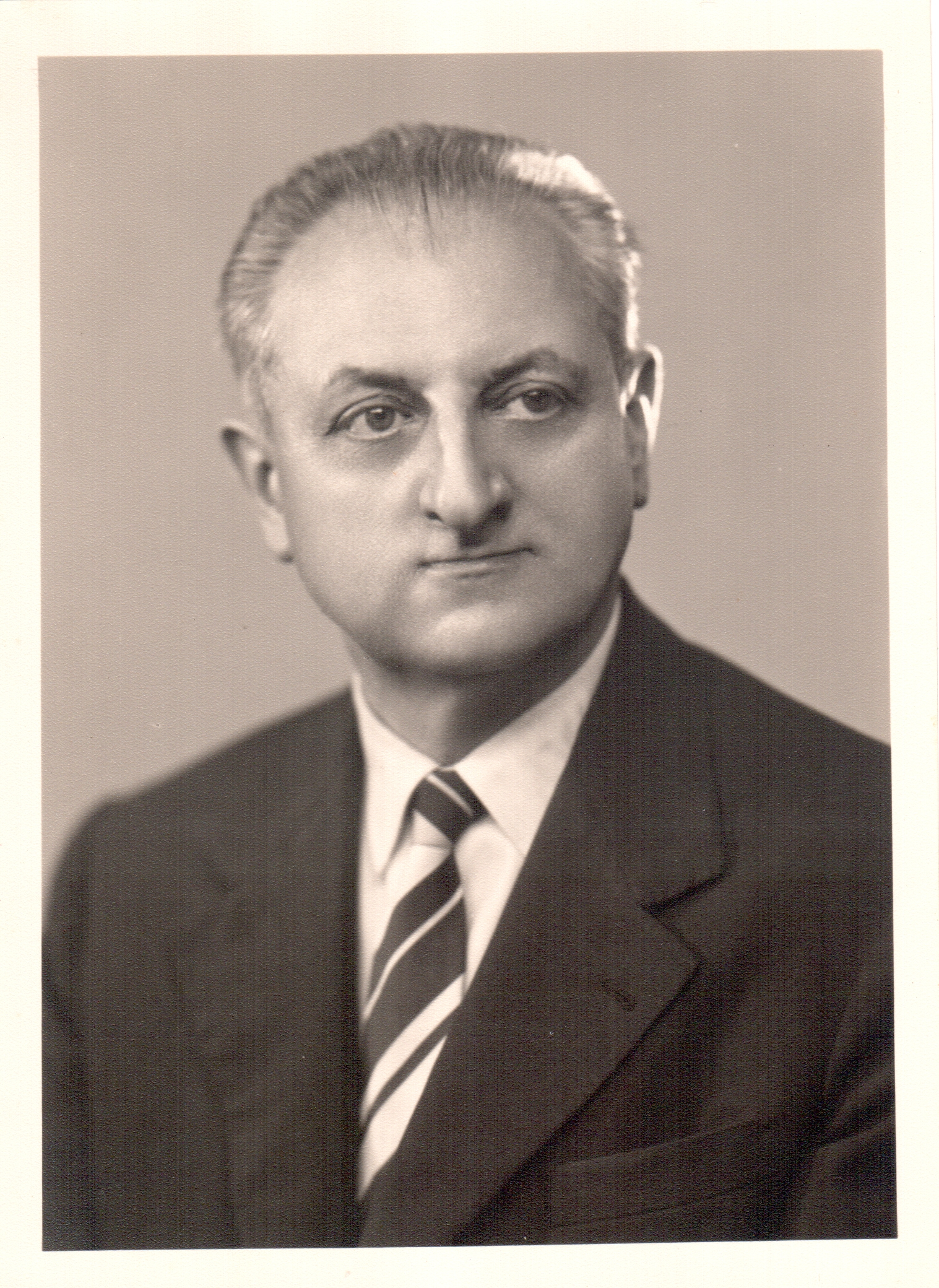
Carlo Cocito, cui è intitolato un premio letterario annuale

- Sagra di Settembre: prima e seconda settimana di settembre. Nella sagra di Montà, vi sono numerosi eventi: Meeting Parrocchiale, il Premio letterario Carlo Cocito, l'apertura del Salotto e dell'osteria Tutapostu dov'è possibile cenare e fare aperitivi, la Notte Bianca con la Festa della leva, l'apertura (per due giorni) delle Locande dei Borghi dov'è possibile cenare, lo spettacolo per le vie del paese della Masca Fiorina e lo spettacolo pirotecnico.

## Infrastrutture e trasporti
Montà è servita dai bus del GTT della linea Torino Alba che passano ad orari prestabiliti in base alla stagione (estiva o Invernale).
Al mattino (h.7,00) il servizio viene incrementato con altri bus che partono da Montà per consentire agli studenti di raggiungere le scuole superiori ad Alba.
A Montà passano anche le navette per gli operai della Fiat Mirafiori e della Ferrero.

## Amministrazione
| Nome             | Inizio mandato | Fine mandato   | Partito      |
| ---------------- | -------------- | -------------- | ------------ |
| Gianluca Costa   | 9 giugno 2024  | in carica      | Lista civica |
| Andrea Cauda     | 27 maggio 2019 | 9 giugno 2024  | Lista civica |
| Giuseppe Costa   | 25 maggio 2014 | 27 maggio 2019 | Lista civica |
| Silvano Valsania | 7 giugno 2009  | 25 maggio 2014 | Lista civica |
| Silvano Valsania | 12 giugno 2004 | 7 giugno 2009  | Lista civica |
| Domenico Almondo | 13 giugno 1999 | 12 giugno 2004 | Lista civica |
| Domenico Almondo | 23 aprile 1995 | 13 giugno 1999 | Lista civica |
| Vito Valsania    | 6 maggio 1990  | 23 aprile 1995 | Lista civica |
| Vito Valsania    | 12 maggio 1985 | 6 maggio 1990  | Lista civica |

## Sport

### Basket
150 cestisti divisi in 8 squadre dai Pulcini alla Promozione.

### Calcio
La squadra di calcio locale si chiama Polisportiva Montatese che gioca in Promozione nello Stadio comunale "Beppe Valsania" (m 100x60) che ha la capienza di circa 150-200 posti a sedere (non numerati) di cui un centinaio in tribuna coperta. La maglia della Polisportiva Montatese è blu e gialla a strisce verticali.

### Pallavolo
Nella Polisportiva Montatese è molto importante anche il settore pallavolistico femminile che ha i colori sociali giallo e blu e che nella stagione 2020/21 partecipa al campionato di Serie D.

### Trekking
Oltre 35 km di rete sentieristica, in parte adatta anche alle mountain bike, con diversi gradi di difficoltà gestiti dall'Ecomuseo delle Rocche del Roero.

### Mountain bike
Un centro attrezzato per lo sport all'aria aperta, pump truck, partenza per escursioni in MTB, possibilità di lavaggio biciclette.